# Norden (Schiff, 1935)
Die Norden war das erste ausschließlich für den Transport von Gas als Massengut in Tanks konzipierte und gebaute Schiff.

## Geschichte
Das Schiff wurde 1935 auf der Kremer Werft in Elmshorn für die Verteilungsstelle für Chlorkalk und die Bereederung durch die Lübecker Reederei Lübeck-Wyburger Dampfschiffahrtsgesellschaft gebaut. Die Norden ähnelte einem herkömmlichen Küstenmotorschiff mit achtern angeordneten Aufbauten und Maschinenraum. Sie verfügte aber im Laderaum über vier jeweils 45 m³ fassende zylindrische Gastanks aus nahtlos gezogenem Mannesmann-Rohr für einen Arbeitsdruck von bis zu 10,5 Bar. Der Antrieb des Schiffes war ein Sechszylinder-Viertakt-Dieselmotor des Herstellers MWM mit 150 PS, den Bordstrom lieferten zwei Hilfsdiesel mit jeweils 15 PS. Nach den positiven Erfahrungen mit der Norden ließ die Reederei 1939 zusätzlich das vergleichbar konzipierte aber geringfügig größere Schiff Trave bei Kremer bauen. 1940 requirierte die Kriegsmarine das Schiff. Es blieb bis 1945 im Auftrag der IG Farbenindustrie in Fahrt. Der Ladungsumschlag in Lübeck geschah an einer Landstation der IG Farben, in der das Chlor mittels eines Kompressors aus Kesselwagen ins Schiff gepumpt wurde. Die Transporte führten zunächst mit Chlor nach Norwegen, während des Krieges wurde stattdessen Chlor aus Mäntyluoto in Finnland mittels einer mobilen Anlage aus Fässern geladen und in Königsberg gelöscht. Beide Schiffe überstanden den Zweiten Weltkrieg und wurden nach dem Krieg von ihren Besatzungen nach Methil überführt und dort an den Shipping Controller abgeliefert.
Großbritannien gab die Norden 1946 an Norwegen weiter, wo es ab 1946 unter der Bereederung der A/S Nordag und dem Namen Bergsnes fuhr, bevor es 1947 an die Herøya Elektrokjemiske Fabrikker in Porsgrunn weitergegeben wurde, die den Tanker als Klor betrieben. 1953 wurde das Schiff ohne Umbenennung auf die Hydro Tankskips A/S übertragen. Im Jahr 1959 wurde Martin Sætre aus Mastrevik/Bergen neuer Eigner. Er benannte es in Sætre um und ließ das Schiff verlängern und dabei zum Trockenfrachter umbauen, was die Tragfähigkeit auf 350 Tonnen erhöhte. 1965 erhielt das Schiff einen neuen Wichman Dreizylinder-Zweitakt-Dieselmotor mit 30 PS. 1967 übernahm Harald Sætre aus Eidsvågsneset/Bergen das Schiff und ab 1971 fuhr es als Aro für Jonas Austnes in Haramsøy/Ålesund. Im Oktober 1973 erwarb Sigurd Botn aus Austefjord/Ålesund die Aro, veräußerte sie jedoch 1976 an Magnar Brandal aus Brandal/Ålesund. Am 11. Mai 1978 sprang die Aro auf einer Reise von Austefjord nach Raudeberg mit Sand vor Måløy leck und sank, wobei ein Besatzungsmitglied ums Leben kam.

## DieTrave
Die 1939 gebaute Trave lag nach der Übergabe an den Shipping Controller zunächst bis 1952 auf, bevor sie bis 1953 von der Reederei Hunting & Sons als Empire Chlorine wieder in Fahrt kam. 1954 wurde das Schiff für zunächst kurze Zeit auf den alten Namen Trave umbenannt, danach in Hybo und dann in Hyborg, bevor sie noch im selben Jahr für die norwegische Reederei A/S Klorsalg unter dem Namen Uniklor in Fahrt kam. Ab 1978 fuhr das Schiff mit der IMO-Nummer 5373139 als Frisnes für die Reederei Frimann Skeie aus Kopervik. 1989 wechselte das Schiff innerhalb Norwegens zur Reederei Oystein Forge, die es bis zum Jahr 2000 als Hinnatank betrieb. Seitdem fuhr das Schiff, das zwischenzeitlich mit einem Alpha-Diesel Hauptmotor mit einer Leistung von 257 kW ausgerüstet wurde, bis 2005 als Miljøtank für die norwegische Reederei Miljøtank A/S und seit 2005 für die Reederei Mongstad Sjøtransport A/S aus Fonnes.